# توكوا
توكوا (بالإنجليزية: Toccoa, Georgia)‏ هي مدينة تقع في مقاطعة ستيفينز، جورجيا بولاية جورجيا في الولايات المتحدة. تبلغ مساحة هذه المدينة 21.6 (كم²)، وترتفع عن سطح البحر 303 م، بلغ عدد سكانها 8491 نسمة في عام 2010 حسب إحصاء مكتب تعداد الولايات المتحدة.

## أعلام
- بوبي بيرد
- دايل ديفيس
- أنتوني هاريسون
- إيدا كوكس
- ليونارد ويلر
- إرنست تشارلز هوي

## وصلات خارجية
- Official Website for the City of Toccoa
- Cities & Counties - Georgia.gov